# Bagadé
Bagadé est une commune rurale située dans le département de Tougouri de la province du Namentenga dans la région Centre-Nord au Burkina Faso. 

## Éducation et santé
Le centre de soins le plus proche de Bagadé est le centre de santé et de promotion sociale (CSPS) de Tougouri tandis que le centre médical avec antenne chirurgicale (CMA) de la province se trouve à Boulsa.